# Oops!… I Did It Again
Oops!…I Did It Again je druhé album americké zpěvačky Britney Spears. Album vyšlo 16. května 2000 a stalo se opět velmi úspěšným. I hudební kritici začali přicházet na chuť hudby Britney Spears a tak recenze na toto album byly většinou pochvalné.

## Seznam písní
1. „Oops!… I Did It Again“ – 3:31
2. „Stronger“ – 3:23
3. „Don't Go Knockin' On My Door“ – 3:43
4. „(I Can't Get No) Satisfaction“ – 4:25
5. „Don't Let Me Be the Last to Know“ – 3:50
6. „What U See Is What U Get“ – 3:36
7. „Lucky“ – 3:26
8. „One Kiss from You“ – 3:25
9. „Where Are You Now?“ – 3:39
10. „Can't Make You Love Me“ – 3:17
11. „When Your Eyes Say It“ – 4:29
12. „Girl in the Mirror“ – 4:07
13. „Dear Diary“ – 2:46
14. „You Got It All“ – 4:10
15. „Heart“ – 3:30

## Umístění ve světě
| Hitparáda      | Umístění |
| -------------- | -------- |
| USA            | 1        |
| Kanada         | 1        |
| Německo        | 1        |
| Francie        | 1        |
| Evropa         | 1        |
| Norsko         | 1        |
| Švédsko        | 1        |
| Švýcarsko      | 1        |
| Rakousko       | 1        |
| Velká Británie | 2        |
| Austrálie      | 2        |
| Nový Zéland    | 2        |
| Japonsko       | 67       |

| Prodejnost | Počet      |
| ---------- | ---------- |
| Celkem     | 22,000,000 |